# Bar Āvard Shodeh
Bar Āvard Shodeh (persiska: بر آورد شده) är en ort i Iran.   Den ligger i provinsen Kerman, i den sydöstra delen av landet, 900 km sydost om huvudstaden Teheran. Bar Āvard Shodeh ligger 1 698 meter över havet och antalet invånare är 177.
Terrängen runt Bar Āvard Shodeh är kuperad söderut, men norrut är den bergig. Bar Āvard Shodeh ligger nere i en dal. Runt Bar Āvard Shodeh är det glesbefolkat, med 17 invånare per kvadratkilometer. Det finns inga andra samhällen i närheten. Omgivningarna runt Bar Āvard Shodeh är i huvudsak ett öppet busklandskap.